# パブロ・レコード
パブロ・レコード（Pablo Records）は、1973年にノーマン・グランツによって設立されたジャズ・レコード・レーベル。
現在はコンコード・ミュージック・グループの傘下、ファンタジー・レコードが形成しているオリジナル・ジャズ・クラシック（OJC）より再発されている。
日本での販売元はビクターエンタテインメントを主としていたが、2006年にアメリカ本国の配給元がユニバーサル ミュージック グループになった為、日本もユニバーサル・ミュージック・ジャパンに移っている。

## 沿革
- 1973年 ノーマン・グランツによって設立。
- 1987年 ファンタジー・レコードが買収、オリジナル・ジャズ・クラシックス（OJC:Original Jazz Classics）より再発されるようになる。。
- 2004年 親元のファンタジー・レコードがコンコード・レコードに買収され、プレスティッジはコンコード・ミュージック・グループの一部となる。

## 主なアーティスト
- エラ・フィッツジェラルド
- オスカー・ピーターソン
- ジョー・パス
- カウント・ベイシー
- ディジー・ガレスピー
- サラ・ヴォーン
- ジョン・コルトレーン
- パウリーニョ・ダ・コスタ

## サブ・レーベル(傍系レーベル)
- パブロ・ライヴ（Pablo Live）
- パブロ・トゥデイ（Pablo Today）